# Playa Varadero
Playa Varadero es un balneario del cantón Guayaquil, ubicado en la parroquia Posorja. El balneario está situado en la vía Playas-Posorja. Oficialmente pertenece al recinto Data de Posorja.
La ubicación de la actual playa Varadero consistía hasta la primera década del siglo XXI en una comuna de 24 cabañas con un deficiente servicio turístico. A partir del 2010 tuvo un importante proceso de regeneración urbana impulsado por la Municipalidad de Guayaquil.
El balneario tiene una longitud de 2,5 kilómetros de extensión de playa, y se encuentran instalaciones de patios de comida y baños.